# 小行星1306
小行星1306（1306 Scythia）是一颗围绕太阳公转的小行星。1930年7月22日，格利果利·N·諾伊明在克里米亚发现了此天体。
該小行星以斯基提亞地區命名。
这颗小行星的绝对星等为137.9539364204709等。